# Elymnias fraterna
Elymnias fraterna är en fjärilsart som beskrevs av Butler 1871. Elymnias fraterna ingår i släktet Elymnias och familjen praktfjärilar. Inga underarter finns listade i Catalogue of Life.